# رود الیگنی
 رود الیگنی رودی است به رودخانه اوهایو می‌ریزد. این رود از کشور ایالات متحده آمریکا می‌گذرد.